# 낮은 목소리 2
《낮은 목소리 2》는 대한민국의 다큐멘터리 영화이다.
1995년 12월 자신이 폐암말기라는 사실을 알고 죽기 전에 세상에 하고 싶은 말이 있다며, 변영주 감독에게 자신의 모습을 끝까지 영화로 담아주기를 원한 강덕경 할머니의 이야기로 시작한다.
2005년 제작비조달과 배급망의 구축, 검열로부터의 자유 등과 같은 모든 분야에 새롭게 도전해야 했으며, 그 과정에서 그들이 겪었던 어려움과 나름대로의 전망을 담은 단행본 《낮은 목소리 2》가 출간되었다.

## 줄거리

### 주연
- 윤두리
- 김복동
- 심미자
- 박두리
- 박옥련
- 강덕경

## 기타
- 프로듀서: 신명화
- 동시녹음: 장호준
- 녹음: 이영길

## 수상과 초청 내역
- 1998년	48회 베를린국제영화제 영 포럼 부문 초청[3]
- 1998년 대만 국제다큐멘터리영화제 메리트 프라이즈 수상[3]
- 제20회 클레르몽-페랑 국제단편영화 최우수창작상[4]
- 제41회 샌프란시스코 국제영화제 은상[4]
- 제3회 부산국제영화제 와이드앵글 부문 초청[4]
- 2014년	16회 서울국제여성영화제 특별상영
- 2018년 44회 서울독립영화제 아카이브전